# Patrick Keller

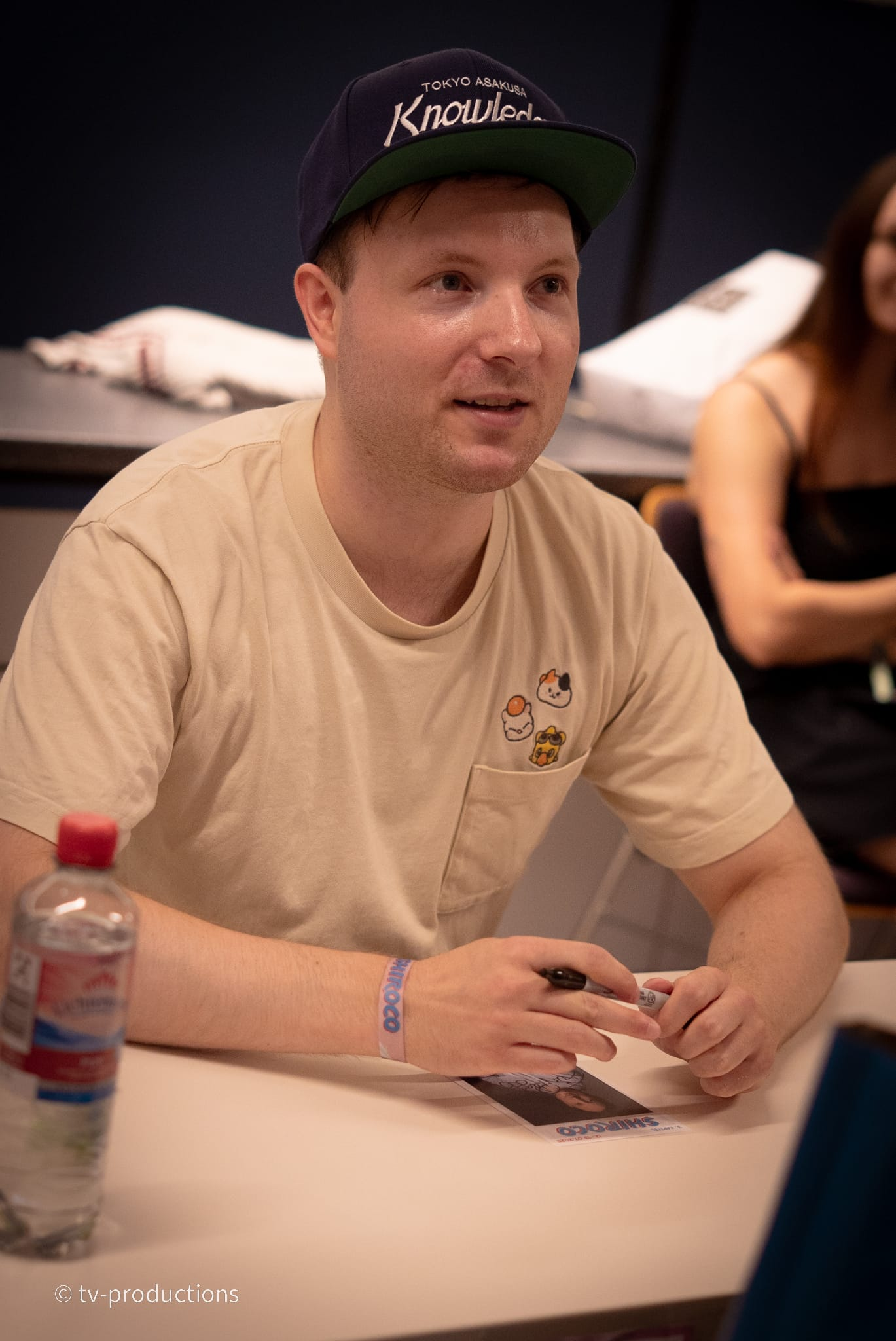
Patrick Keller (2025)

Patrick Keller (* 4. Oktober 1991) ist ein deutscher Synchronsprecher.

## Wirken
Patrick Keller wurde nach einem Praktikum in einem Synchronstudio zu einer privaten Sprechausbildung motiviert. Ab 2012 wurde er regelmäßig tätig. So lieh er z. B. Tick Duck aus der Serie DuckTales und Kazuto Kirigaya aus Sword Art Online seine Stimme, sowie Bell Cranel bei DanMachi.
Seit August 2022 ist Patrick Teil des YouTube-Projektes „Dice Actors“ zusammen mit Rieke Werner, Patrick Baehr, Christian Zeiger und Tim Schwarzmaier.
Insgesamt lieh er bereits über 300 Charakteren seine Stimme.

## Synchronrollen (Auswahl)

### Filme
- 2013: Sword Art Online: Extra Edition als Kazuto Kirigaya (Yoshitsugu Matsuoka)
- 2014: Sword Art Online II: Debriefing als Kazuto Kirigaya (Yoshitsugu Matsuoka)
- 2015: Die 5. Welle als Oompa (Cade Canon Ball)
- 2015: Attack on Titan als Sannagi (Satoru Matsuo)
- 2015: Attack on Titan 2: End of the World als Sannagi (Satoru Matsuo)
- 2015: Maze Runner – Die Auserwählten in der Brandwüste als Aris Jones (Jacob Lofland)
- 2015: Tokyo Ghoul: Jack als Ryou (Tatsuhisa Suzuki)
- 2016: Alex & Co. – Der Film als Christian Alessi (Saul Nanni)
- 2016: Bruno & Boots: Ab ins kühle Nass! als Bruno Walton (Jonny Gray)
- 2017: Bruno & Boots: Chaos pur als Bruno Walton (Jonny Gray)
- 2017: Bruno & Boots: Weg mit Mr. Wizzle! als Bruno Walton (Jonny Gray)
- 2017: Descendants 2 – Die Nachkommen als Carlos (Cameron Boyce)
- 2017: Alex & Co. – Der Film als Christian Alessi (Saul Nanni)
- 2017: Sword Art Online – The Movie: Ordinal Scale als Kazuto Kirigaya (Yoshitsugu Matsuoka)
- 2017: Blame! als Gen (Shouta Chounan)

- 2018: Der Nussknacker und die vier Reiche als Phillip (Jayden Fowora-Knight)
- 2018: Bad Times at the El Royale als Miles Miller (Lewis Pullman)
- 2019: Drei Schritte zu Dir als Will Newman (Cole Sprouse)
- 2019: Trinity Seven: Eternity Library & Alchemic Girl als Arata Kasuga (Yoshitsugu Matsuoka)
- 2019: Pokémon Meisterdetektiv Pikachu als Enton
- 2020: Ma Rainey’s Black Bottom als Sylvester (Dusan Brown)
- 2021: Haikyu!!: Lev ist hier! als Morisuke Yaku (Shinnosuke Tachibana)
- 2021: Neues aus der Welt als John Calley (Fred Hechinger)
- 2022: Sword Art Online the Movie: Progressive – Scherzo of Deep Night als Kazuto Kirigaya (Yoshitsugu Matsuoka)
- 2022: Dragon Ball Super: Super Hero als Gamma 2 (Mamoru Miyano)
- 2024: Haikyu!! Das Play-off der Müllhalde als Morisuke Yaku (Shinnosuke Tachibana)

### Serien
- 2001–2015: Degrassi: The Next Generation als Owen Milligan (Daniel Kelly)
- 2011–2012: Fate/Zero als Waver Velvet (Daisuke Namikawa)
- 2012–2015: Kuroko no Basuke als Tetsuya Kuroko (Kenshou Ono)
- 2012: Tari Tari als Atsuhiro „Wiener“ Maeda (Natsuki Hanae)
- 2012: La Storia della Arcana Famiglia als Nova (Tsubasa Yonaga)
- 2013–2015: Violetta als Marco Tavelli (Xabiani Ponce de León, Staffel 2–3)[2]
- seit 2012: Sword Art Online als Kazuto Kirigaya (Yoshitsugu Matsuoka)
- 2013–2014: Samurai Flamenco als Anji Kuroki (Ken'ichirou Oohashi)
- 2014–2016: Max & Shred als Max Asher (Jonny Gray)
- 2014–2019: Steven Universe als Buck Dewey (Lamar Abrams)
- 2014–2015: Tokyo Ghoul als Kuramoto Itou (Shin'ya Takahashi)
- 2014: Sword Art Online II als Kazuto Kirigaya / Kirito (Yoshitsugu Matsuoka)
- 2014: Sword Art Online II: Sword Art Offline II als Kazuto Kirigaya / Kirito (Yoshitsugu Matsuoka)
- 2015–2017: Alex & Co. als Christian Alessi (Saul Nanni)
- 2015–2017: Gamer’s Guide für so ziemlich alles als Conor (Cameron Boyce)
- 2015: Der ganz normale Studentenwahnsinn als Sam (Andrew Bachelor)
- 2015: Lego Elves als Johnny Baker (Kyle Rideout)
- 2015–2016: Oonas und Babas Insel als Otto (Brenn Doherty)
- 2015: Power Rangers Dino Charge als Tyler Navarro / Roter Ranger (Brennan Mejia)
- 2015–2018: Sense8 als Joong-Ki (Ki-chan Lee)
- 2015–2016: Wayward Pines als Jason Higgins (Tom Stevens)
- 2016: DanMachi als Bell Cranel (Yoshitsugu Matsuoka)
- 2016: JoJo's Bizarre Adventure: Diamond Is Unbreakable als Shigekiyo Yangu (Kappei Yamaguchi)
- 2016–2017:  Lost & Found Music Studios als Luke (Shane Harte)
- 2016: Das Königreich der Anderen als Winston (C.J. Byrd-Vassell)
- 2016–2020: Vikings als Ivar Lothbrok (Alex Høgh Andersen)
- 2017: Blue Exorcist: Kyoto Saga als Kinzou Shima (Kishô Taniyama)
- 2017: Im fremden Körper als Fabrice (Emilien Vekemans)
- 2017: Love and Lies als Yusuke Nisaka (Shinnosuke Tachibana)
- 2017–2019: OK K.O.! Neue Helden braucht die Welt als Neil (Chris Niosi)
- 2017: Tote Mädchen lügen nicht als Tyler (Devin Druid)
- 2017: Trinity Seven: 7-nin no Masho Tsukai als Kasuga Arata (Yoshitsugu Matsuoka)
- 2017–2021: DuckTales als Tick Duck (Danny Pudi)
- 2018–2020: Star Wars Resistance als Kazuda „Kaz“ Xiono (Christopher Sean)
- seit 2018: Zak Storm Super Pirat als Zak Storm (Michael Johnston)
- 2018–2019: Captain Tsubasa als Makoto Souda (Yuusuke Kobayashi)
- 2018–2020: Star Wars Resistance als Kazuda Xiono (Christopher Sean)
- 2018: Dimension W als Koorogi (Yoshitsugu Matsuoka)
- 2018: Freakish als Grover Jones (Leo Howard)
- 2018–2019: Marvel’s Cloak & Dagger als Tyrone Johnson / Cloak (Aubrey Joseph)
- 2019: Dororo als Tahoumaru (Shouya Chiba)
- seit 2019: DC Super Hero Girls als Hal Jordan / Green Lantern (Jason Spisak)
- 2019–2020: Dino Girl Gauko als Tomomin (Tomomi Yamakawa)
- seit 2019: Dragons: Die jungen Drachenretter als Dak (Nicolas Cantu)
- 2019: Revisions als Daisuke Doujima (Kouki Uchiyama)
- 2019–2020: Sword Art Online: Alicization – War of Underworld als Kazuto Kirigaya / Kirito (Yoshitsugu Matsuoka)
- 2020: Atlantic Crossing als George Elliott (Stanislav Callas)
- seit 2020: Kipo und die Welt der Wundermonster als Benson (Coy Stewart)
- seit 2020: My Next Life as a Villainess: Wie überlebe ich in einem Dating-Game? als Keith Claes (Tetsuya Kakihara)
- 2020: Stateless als Dyson (Ewen McMorrine)
- 2020–2023: Hunters als Jonah Heidelbaum (Logan Lerman)
- seit 2021: Hellbound als Priester Yu-ji (Kyung-soo Ryoo)
- 2021: Jupiter’s Legacy als Briggs / Flaming Fist (Gregg Lowe)
- 2022: Die ahnungslosen Engel als Sandro (Samuel Garofalo)
- 2022: Die längste Nacht als Javi (David Solans)
- 2022: Léas 7 Leben als junger Stéphane (Théo Fernandez)
- 2023: A Time Called You als Jung In-gyu (Hoon Kang)
- 2023: Tiny Toons Looniversity als Plucky Duck (David Errigo Jr.)
- 2023: Zom 100: Bucket List of the Dead als Akira Tendo (Shuuichirou Umeda)
- 2023: Golden Time als Takaya Satou / 2D-Boy (Takahiro Hikami)
- seit 2024: Gods' Games We Play als Fay Theo Philius (Nobunaga Shimazaki)
- 2024: Viral Hit als Snapper (Nobuhiko Okamoto)

### Videospiele
- 2020: Final Fantasy VII Remake als Zack Fair (Caleb Pierce[3])
- 2020: Cyberpunk 2077 als Cyberninja Oda (Noshir Dalal[4])
- 2022: Lost Ark als Armen (Mark Whitten[5])
- 2022: Dragons: Legenden der 9 Welten als Tom Kullerson (Jeremy Shada[6])
- 2025: Assassin’s Creed Shadows, als Godai der Erde